# داده و امنیت شبکه
امنیت شبکه یک مسئله مهم برای سازمان‌های دولتی و غیردولتی است. تهدیدهایی که از سوی تروریست‌های فضای سایبر و کارمندان ناراضی و هکرها باعت می‌شود تا شرکت‌ها به فکر امنیت شبکه خود باشند. امروزه امنیت یک اصل به حساب می‌آید.
رویکرد امنیتی دارای ۵ لایه است.
پیرامون – شبکه - میزبان - برنامهٔ کاربردی - داده
۱=(امنیت میزبان): منظور از پیرامون اولین خط دفاعی نسبت به بیرون و به عبارتی به شبکه غیرقابل اعتماد است. پیرامون اولین و آخرین نقطه تماس بار دفاع امنیتی محافظت‌کننده شبکه است. این ناحیه‌ای است که شبکه به پایان می‌رسد و اینترنت آغاز می‌شود. پیرامون شامل یک یا چند فایروال و مجموعه‌ای از سرورهای به شدت کنترل شده‌است که در بخشی از پیرامون قرار دارند که به عنوان (دی ام ضد) شناخته می‌شود. (دی ام ضد) معمولاً وب سرورها و مداخل ایمیل‌ها و آنتی ویروس‌ها شبکه و سرورهای (دی ان اس) را در بر می‌گیرد که باید در معرض اینترنت قرار گیرند. فایروال قوانین سفت و سختی در مورد اینکه چه چیزی می‌تواند وارد شبکه شود و چگونه سرورها در (دی ام ضد) می‌تواند با اینترنت و شبکه داخلی تعامل داشته باشند دارد.
فناوری‌های زیر امنیت را در پیرامون شبکه ایجاد می‌کنند:
فایروال-معمولاً یک فایروال روی سروری نصب می‌گردد که به بیرون و درون پیرامون شبکه متصل است. فایروال سه عمل اصلی انجام می‌دهد: کنترل ترافیک - تبدیل آدرس - نقطه پایانی (وی پی ان).
آنتی ویروس شبکه: این نرم‌افزار در (دی ام زد) نصب می‌شود و محتوای ایمیل‌های وارد شده و خارج شونده را با پایگاه دادهٔ از مشخصات ویروس‌های شناخته شده مقایسه می‌کند.
(وی پی ان): یک شبکه اختصاصی مجازی (وی پی ان) از رمزگذاری سطح بالا برای ایجاد ارتباط امن بین ابزار دور از یکدیگر مانند لپ‌تاپ‌ها و شبکه مقصد استفاده می‌شود.
۲=(امنیت شبکه): سطح شبکه در مدل امنیت لایه بندی شده به (ون) و (لن) داخلی شما اشاره دارد. شبکه داخلی شما ممکن است شامل چند رایانه و سرورها یا شاید پیچیده‌تر یعنی شامل اتصالات نقطه به نقطه به دفترهای کار دور باشد. بیشتر شبکه‌های امروزی در ورای خود باز هستند یعنی هنگامی که داخل شبکه قرار دارید می‌توانید به راحتی در میان شبکه حرکت کنید.
فناوری‌های ذیل امنیت را در سطح شبکه برقرار می‌کنند.
(سامانه تشخیص نفوذ) و (سامانه جلوگیری از نفوذ) - فناوری (ای دی اس) و (ای پی اس) ترافیک گذرانده در شبکه شما را با جزئیات بیشتر نسبت به فایروال تحلیل می‌کنند.
(مدیریت آسیب‌پذیری)- سامانه‌های مدیریت آسیب‌پذیری دو عملکرد مرتبط را انجام می‌دهند. شبکه را برای آسیب‌پذیری‌ها پیمایش می‌کنند و روند مرمت آسیب‌پذیری یافته شده را مدیریت می‌کنند. این فناوری (وی ای) نامیده می‌شود.
۳=(امنیت میزبان)- سطح میزبان در مدل امنیت لیه بندی شده مربوط به ابزار منفرد مانند سرورها رایانه‌های شخصی سوئیچ‌ها و روترها در شبکه است. هر ابزار تعدادی پارامتر قابل تنظیم دارد و هنگامی که به درستی تنظیم نشود می‌تواند سوراخ‌های امنیتی نفوذپذیری ایجاد کند.
۴=(امنیت برنامه کاربردی)- در حال حاضر امنیت سطح برنامه کاربردی بخش زیادی از توجه را معطوف خود کرده‌است. برنامه‌هایی که به میزان کافی محافظت نشده‌اند می‌تواند دسترسی آسانی به داده و رکوردهای محرمانه فراهم کنند. حقیقت تلخ این است که بیشتر برنامه نویسان هنگام تولید کد به امنیت توجه ندارند.
کنترل دسترسی/تصدیق هویت-مانند تصدیق هویت در سطح شبکه و میزبان.
تعیین صحت ورودی- ابزارهای تعیین صحت ورودی بررسی می‌کنند که ورودی گذرنده از شبکه برای پردازش امن باشد.
۵=(امنیت داده)- امنیت داده ترکیبی از سیاست امنیتی و رمزنگاری را در بر می‌گیرد. رمزنگاری داده هنگامی که ذخیره می‌شود یا در شبکه شما حرکت می‌کند به عنوان روشی بسیار مناسب توصیه می‌شود زیرا چنانچه ابزارهای امنیتی از کار بیفتد یک طرح رمزنگاری قوی دادهی شما را محافظت می‌کند
فناوری‌های سطح امنیت داده:
رمزنگاری- طرحهای رمزنگاری داده در سطوح داده برنامه و سیستم‌عامل پیاده می‌شوند. استراتژی‌های رمزنگاری معمول شامل (ار اس ای) و (پی جی پی) و (پی کی آی) هستند.